# Eldsberga landskommun
Eldsberga landskommun var en tidigare kommun i Hallands län. 

## Administrativ historik
Den inrättades i Eldsberga socken i Tönnersjö härad i Halland när 1862 års kommunalförordningar trädde i kraft 1863. 
Vid kommunreformen 1952 bildade den storkommun genom sammanläggning med Trönninge och Tönnersjö tidigare landskommuner. En del av Tönnersjö överfördes till Simlångsdalens landskommun.
Sedan 1974 tillhör området Halmstads kommun.
Kommunkoden 1952-1970 var 1308.

### Kyrklig tillhörighet
I kyrkligt hänseende tillhörde kommunen Eldsberga församling. Den 1 januari 1952 tillkom Trönninge församling och Tönnersjö församling.

## Geografi
Eldsberga landskommun omfattade den 1 januari 1952 en areal av 182,25 km², varav 178,44 km² land.

### Tätorter i kommunen 1960
| Tätort    | Folkmängd |
| --------- | --------- |
| Trönninge | 598       |
| Eldsberga | 313       |

Tätortsgraden i kommunen var den 1 november 1960 35,6 procent.

## Politik

### Mandatfördelning i valen 1946-1970
| 10 | 4 | 6 |

| 18 |

| 14 | 7 | 14 |

| 32 |

| 14 | 7 | 14 |

| 32 |

| 13 | 8 | 14 |

| 32 |

| 14 | 12 | 4 | 5 |

| 32 |

| 13 | 13 | 5 | 4 |

| 31 |

| 14 | 13 | 4 | 4 |

| 30 | 5 |